# Josef Hanuš (historik)

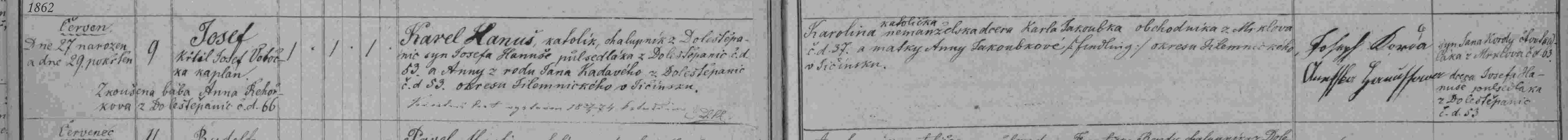
matriční zápis o narození a křtu Josefa Hanuše (matrika N index N 1833–1869 Dolní Štěpnice (SOA Zámrsk))

Josef Hanuš (27. června 1862 Dolní Štěpanice – 18. prosince 1941 Brno) byl český literární historik, jenž se zabýval hlavně národním obrozením a organizací vědeckého života v 18. a 19. století. Jeho dílo je ovlivněno pozitivismem. Od roku 1921 působil jako řádný profesor české literatury na nově zřízené Univerzitě Komenského v Bratislavě, v letech 1921–1922 byl prvním děkanem tamní filozofické fakulty a ve školním roce 1922–1923 rektorem univerzity. Hlavní dílo: Národní Museum a české obrození I.–II. (1921, 1923).

## Život a dílo
Josef Hanuš se narodil 27. 6. 1862 v Dolních Štěpanicích jako syn mlynáře. Studoval na gymnáziích v Jičíně a v Hradci Králové, maturoval v roce 1882. Poté studoval na filozofické fakultě české univerzity v Praze, kde získal středoškolskou aprobaci z češtiny, němčiny, latiny a řečtiny. V roce 1892 získal doktorát (PhDr.) na základě disertace Teorie takzvané moderní literární kritiky a historie.
V letech 1886–1908 pracoval v redakci Ottova slovníku naučného, do něhož napsal množství článků z české literární historie i literární komparatistiky. V letech 1888–1919 byl středoškolským profesorem na Českoslovanské obchodní akademii v Praze. Již od 80. let psal články do různých časopisů, přínosná byla např. stať Zjevení svaté Brigitty v literatuře české (Listy filologické, 1886), v níž určil jako autora českého překladu Tomáše ze Štítného. V roce 1889 vydal první monografii (Božena Němcová v životě a spisech).
V roce 1903 se na Karlově univerzitě habilitoval jako soukromý docent pro obor dějiny novější české literatury (disertace Počátky novočeské romantiky). V roce 1907 rozšířil své právo přednášet na celé dějiny české literatury, a to na základě práce Bohuslava Balbína Bohemia Docta, která byla otištěna v Českém časopise historickém (1906). Kromě řady článků publikoval knižní monografie o P. J. Šafaříkovi (1895), V. B. Nebeském (1896) a byl spoluautorem kolektivního několikasvazkového díla Literatura česká XIX. století (1902–1907), kde zpracoval statě o družině Václava Hanky a jejích rukopisných podvrzích, dále kapitoly o J. J. Langrovi, J. P. Koubkovi, V. B. Nebeském. Podvrženým Rukopisům věnoval též řadu článků a Arne Novák později konstatoval, že „v otázce rukopisné děkuje literární historie Hanušovi za významné a rozhodující slovo." V roce 1910 byl jmenován mimořádným profesorem University Karlovy.
V roce 1910 Hanuš vydal monografii Mikuláš Adaukt Voigt, český buditel a historik. Následujícího roku vyšla ve Světová knihovně jeho edice Rukopisů královédvorského a zelenohorského s obsáhlým úvodem a cennými poznámkami. Následovaly knižní monografie o F. M. Pelclovi (1914) a F. F. Procházkovi (1915). Nejrozsáhlejším a nejvýznamnějším dílem Hanušovým se stala monografie Národní museum a naše obrození. První díl vyšel v roce 1921 s podtitulem Kulturní a národní obrození šlechty české v 18. a v 1. půli 19. století. Jeho význam pro založení Musea. Druhý díl vyšel v roce 1923 s podtitulem Založení vlasteneckého musea v Čechách a jeho vývoj do konce doby Šternberkovy (1818–1841).
Po vzniku Československé republiky patřil Josef Hanuš k těm českým vědcům, kteří odešli pomáhat organizovat vědecký a vysokoškolský život na Slovensku. V roce 1921 se stal řádným profesorem dějin české literatury na nově zřízené Univerzitě Komenského v Bratislavě, v letech 1921–1922 byl prvním děkanem tamní filozofické fakulty a ve školním roce 1922–1923 rektorem univerzity. Na Slovensku publikoval knihu O pobělohorské protireformaci: Úvodem k českému obrození (1926); v této práci shromáždil nová fakta dokumentující názor, že hlavní příčinou českého národního a kulturního úpadku nebyl habsburský absolutismus, nýbrž především katolická protireformace . V roce 1932 odešel Josef Hanuš do důchodu, ale až do roku 1935 působil na Komenského univerzitě jako suplující profesor.
V roce 1939 se Hanuš přestěhoval do Brna. Byl vědecky činný až do konce svého života, ještě na přelomu 30. a 40. let pracoval na studii Česká barokní slovesnost doby pobělohorské, v níž polemizoval se studiemi a názory Josefa Vašici. Tuto práci však již nestačil publikovat, je uložena v Literárním archivu Památníku národního písemnictví.
Tvorba Josefa Hanuše byla ovlivněna pozitivismem; Petr Čornej ji hodnotí takto: „Jeho studie, jejichž základem je vždy shromáždění a spolehlivé ověření širokého okruhu faktů a zevrubná reprodukce pojednávaných prací, sledují daný jev jak v jeho reálných životních podmínkách a v širších okolnostech politické, kulturní a jazykové historie, tak v souvislostech ideových, jež překračují rámec domácí kultury..."
Profesor PhDr. Josef Hanuš byl členem České akademie věd a umění, dopisujícím členem Královské české společnosti nauk a členem Učené společnosti Šafaříkovy v Bratislavě. Podle záznamu v matrice zemřel v Brně dne 18. prosince 1941, některé zdroje uvádějí datum 19. prosince.

## Spisy (výběr)
- Zjevení svaté Brigitty v literatuře české. In: Listy filologické, ročník 13, (1886).
- Božena Němcová v životě i spisech. V Praze: Spolek pro vydávání laciných knih českých, 1889. 144 s. Dostupné online
- H. Taine a jeho theorie literární kritiky a dějepisu. In: Lumír, ročník 19 (1891).
- Pavel Josef Šafařík v životě i spisích. V Praze: Edvard Grégr, 1895. 208 s. Dostupné online
- Život a spisy Václava Bolemíra Nebeského. V Praze: Nákladem České akademie císaře Františka Josefa pro vědy, slovesnost a umění, 1896. 175 s. Dostupné online
- Český Macpherson. Příspěvek k rozboru literární činnosti Josefa Lindy a k provenienci RK a RZ. In: Listy filologické, ročník 27 (1900), s. 109–134.
- Další svědectví vynikající účasti Josefa Lindy ve složení RKZ. In: Listy filologické, ročník 28 (1901), s. 235-267.
- Literatura česká devatenáctého století. Od Josefinského obrození až po českou modernu. Díl 1. Od Josefa Dobrovského k Jungmannově škole básnické. Praha: Laichter, 1902. 940 s. [V tomto kolektivním díle J. Hanuš zpracoval tyto kapitoly: „Počátky novočeské romantiky. Václav Hanka", „Václav Alois Svoboda", „Josef Linda", „Padělky první romantické družiny české", „První období sporův o pravost památek podvržených".] Dostupné online (2. vydání z r. 1911)
- Literatura česká devatenáctého století. Od Josefinského obrození až po českou modernu. Díl 2. Od M. Zd. Poláka ke K. J. Erbenovi. V Praze: nákladem Jana Laichtera, 1903. 881 stran. [V tomto kolektivním díle J. Hanuš zpracoval kapitolu „Josef Jaroslav Langer".] Dostupné online (2. vydání z r. 1917)
- Literatura česká devatenáctého století. Od Josefinského obrození až po českou modernu. Dílu třetího část první. Od K. H. Máchy ke K. Havlíčkovi. V Praze: nákladem Jana Laichtera, 1905. 764 stran. [V tomto kolektivním díle J. Hanuš zpracoval kapitoly: „Jan Pravoslav Koubek" a „Václav Bolemír Nebeský".] Dostupné online
- Bohuslava Balbína Bohemia Docta. In: Český časopis historický, 1906, s. 133–148, 298–311, 407–426.
- Padesátiletá diskusse o Rukopisy. In: Listy filologické, ročník 33, (1906), s. 109-135, 211-251.
- Počátky Král. České Společnosti Nauk. In: Český časopis historický, 1908, s. 141–152, 311–324, 381–405.
- Počátky kritického dějezpytu v Čechách. (Několik kapitol z dějin českého obrození.) In: Český časopis historický, 1909, s. 277–302, 425–463.
- Dodatek k počátkům Královské České Společnosti Nauk. In: Český časopis historický, 1910, s. 306–315.
- Mikuláš Adaukt Voigt, český buditel a historik. V Praze: Nákladem České akademie císaře Františka Josefa pro vědy, slovesnost a umění, 1910. 100 s.
- Masaryk a boj o rukopisy. In: Česká mysl : časopis filosofický, č. 3-4, (1910).
- HANUŠ, Josef, ed. Rukopisové Zelenohorský a Kralodvorský: památka z 19. věku. Praha: J. Otto, [1911]. 225 s. Světová knihovna; č. 933-935a. [S úvodem a poznámkami J. Hanuše.]
- Z ideových bojů doby josefinské. In: Listy filologické, ročník 39 (1912), s. 360-377; s. 421-434.
- Polozapomenutý dokument protireformace v Čechách. In: Časopis pro moderní filologii a literaturu (1913).
- František Martin Pelcel, český historik a buditel. V Praze: Nákladem České akademie císaře Františka Josefa pro vědy, slovesnost a umění, 1914. 148 stran. Dostupné online
- František Faustin Procházka, český buditel a literární historik. V Praze: Nákladem České akademie císaře Františka Josefa pro vědy, slovesnost a umění, 1915. 131 stran.
- M. Jan Hus a husitství za pobělohorské protireformace. In: Krofta, Kamil et al. Mistr Jan Hus v životě a památkách českého lidu. V Praze: Český čtenář, 1915. 124 s. [Uvedená stať J. Hanuše je na s. 29–57.]
  -  Dílo M. Jan Hus a husitství za pobělohorské protireformace ve Wikizdrojích
- Autobiografie Gelasia Dobnera. In: Český časopis historický, 1917, s. 129-138.
- Národní museum a naše obrození. Kniha 1. Kulturní a národní obrození šlechty české v 18. a v prvé půli 19. století. Jeho význam pro založení a počátky musea. Praha: Národní museum, 1921. 364 s.
- Národní museum a naše obrození. Kniha 2. Založení vlasteneckého musea v Čechách a jeho vývoj do konce doby Šternberkovy (1818–1841). Praha: Národní museum, 1923. 505 s. Dostupné online (obsahuje 1. i 2. knihu)
- O pobělohorské protireformaci: Úvodem k českému obrození. V Bratislavě: Filosofická fakulta university Komenského, 1926. 105 s.
- Česká barokní slovesnost doby pobělohorské. Rukopis, uloženo v Literárním archivu PNP.